# Левенштайн
Левенштайн (нім. Löwenstein) — місто в Німеччині, знаходиться в землі Баден-Вюртемберг. Підпорядковується адміністративному округу Штутгарт. Входить до складу району Гайльбронн.
Площа — 23,46 км2. Населення становить 3379 ос. (станом на 31 грудня 2020).